# Hiptage benghalensis
Hiptage benghalensis är en tvåhjärtbladig växtart som först beskrevs av Carl von Linné, och fick sitt nu gällande namn av Wilhelm Sulpiz Kurz. Hiptage benghalensis ingår i släktet Hiptage och familjen Malpighiaceae.

## Underarter
Arten delas in i följande underarter:
- H. b. longifolia
- H. b. rothinii
- H. b. tonkinensis

## Bildgalleri

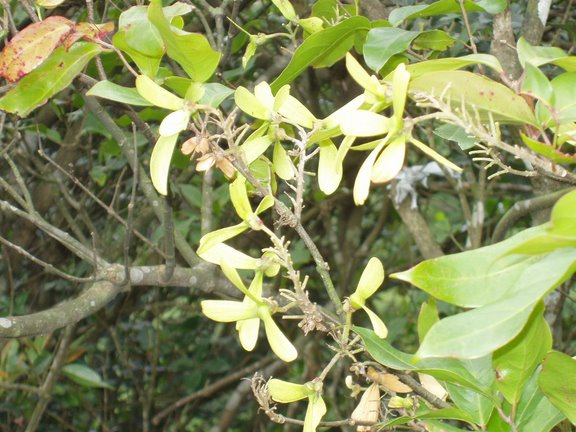
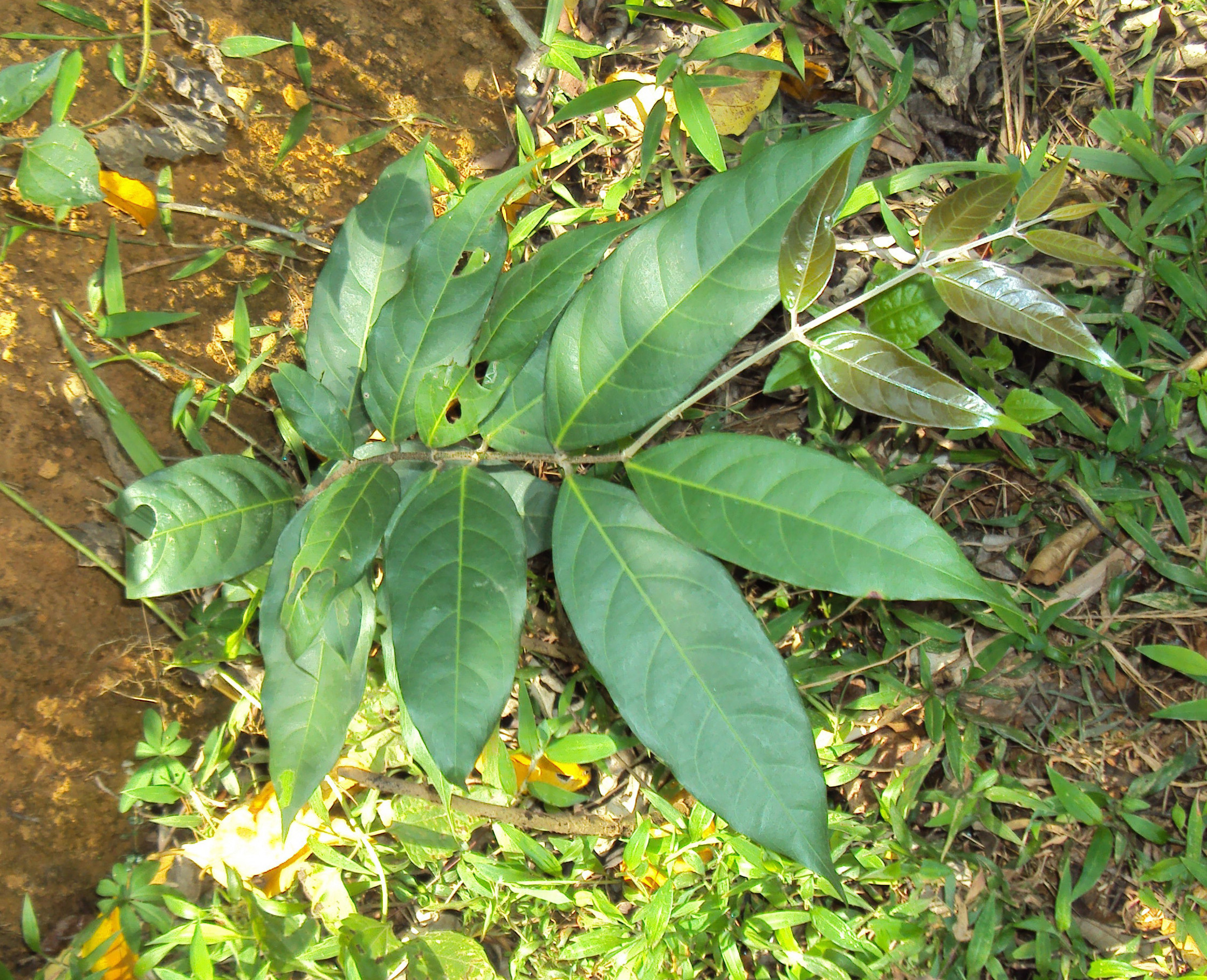
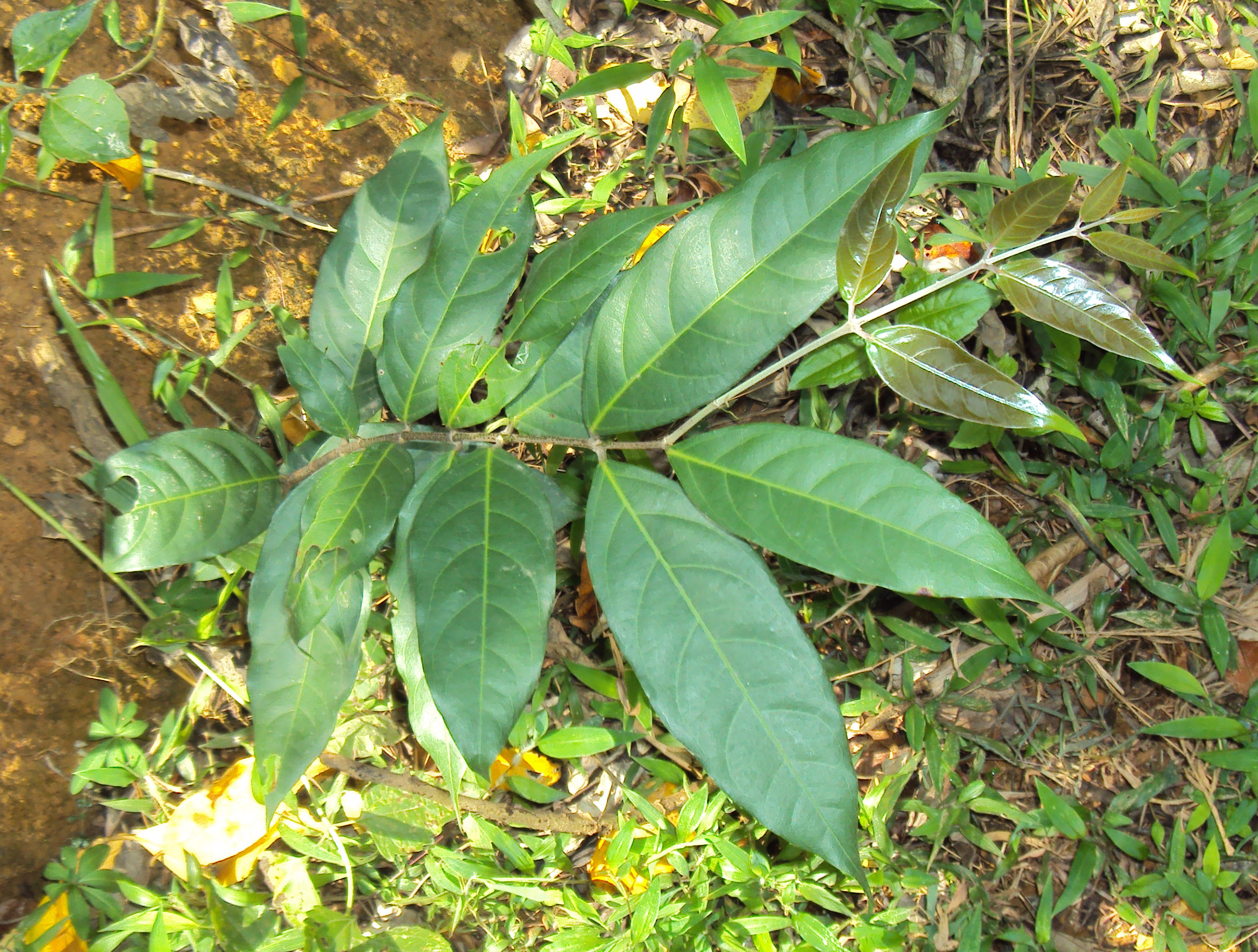
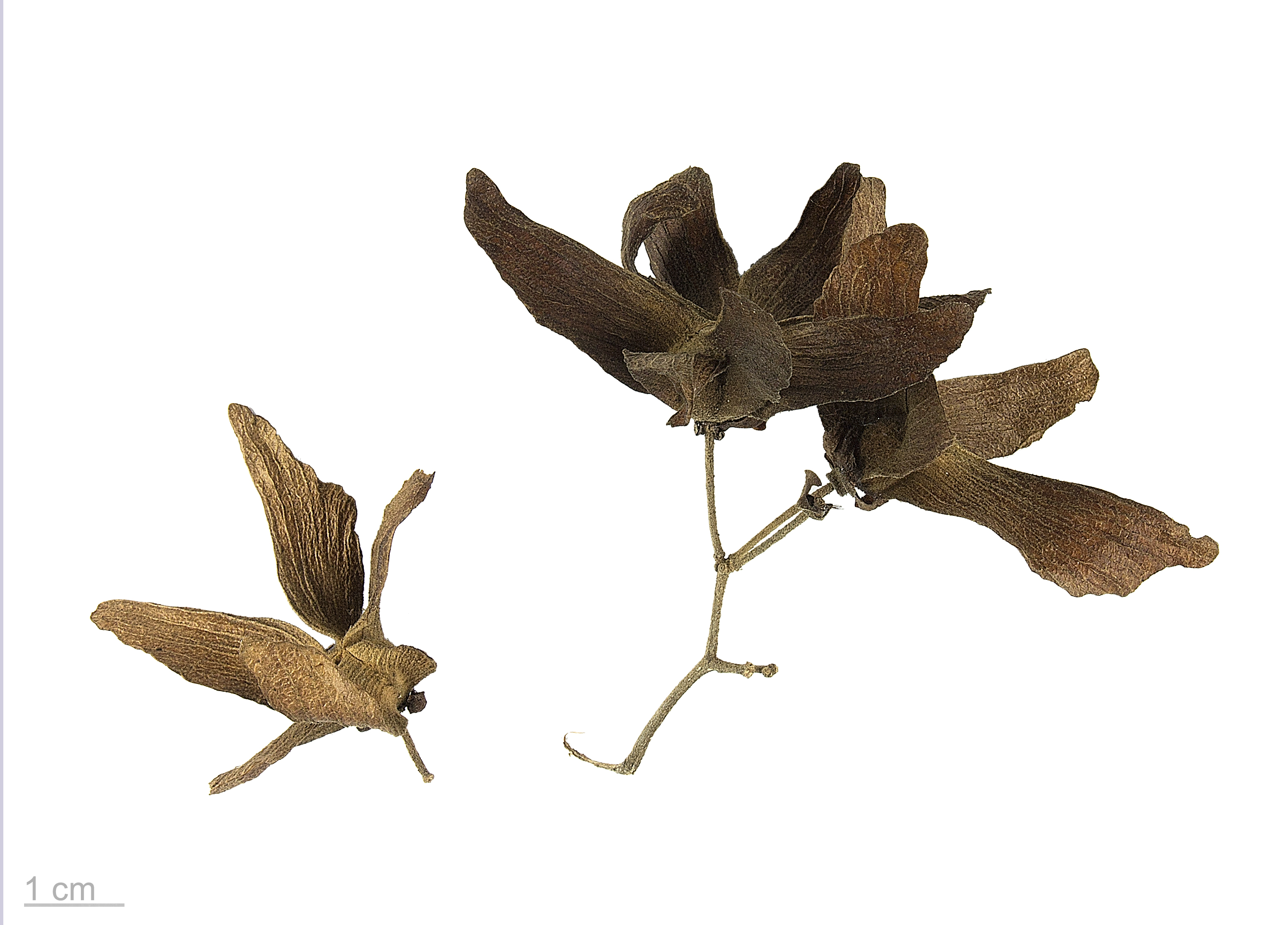
Hiptage benghalensis - Museum specimen
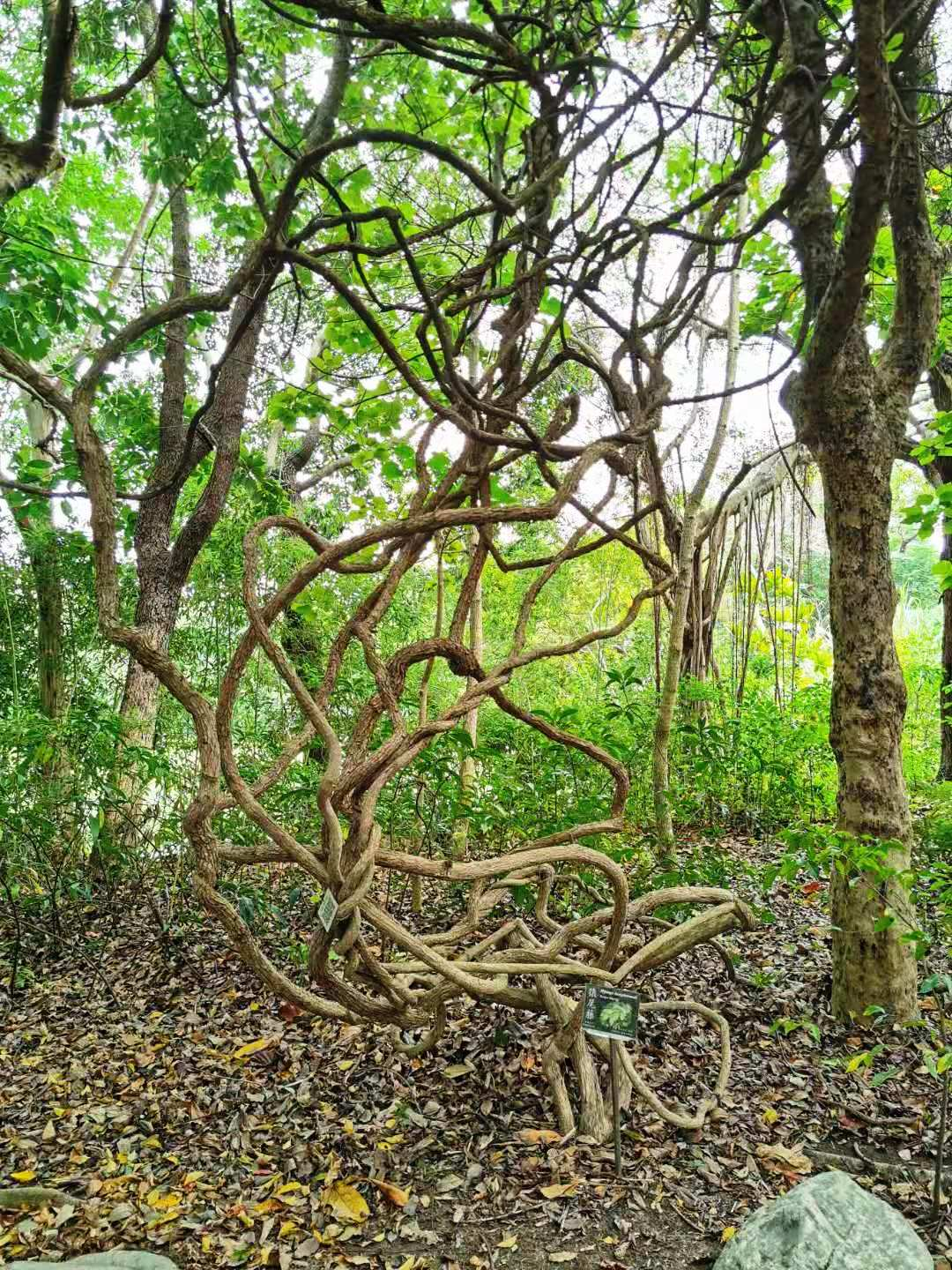